# Valérie Grenier
Valérie Grenier (Ottawa, 30 oktober 1996) is een Canadese alpineskiester. Ze vertegenwoordigde haar vaderland op de Olympische Winterspelen 2018 in Pyeongchang en op de Olympische Winterspelen 2022 in Peking.

## Carrière
Grenier maakte haar wereldbekerdebuut in december 2014 in Lake Louise. In januari 2015 scoorde ze in Sankt Moritz haar eerste wereldbekerpunten. Op de wereldkampioenschappen alpineskiën 2015 in Beaver Creek eindigde de Canadese als negentiende op de Super G. In Sankt Moritz nam Grenier deel aan de wereldkampioenschappen alpineskiën 2017. Op dit toernooi eindigde ze als elfde op de alpine combinatie, als 32e op de afdaling en als 33e op de Super G. Tijdens de Olympische Winterspelen van 2018 in Pyeongchang eindigde ze als zesde op de alpine combinate, als 21e op de afdaling en als 23e op de Super G.
In december 2018 behaalde de Canadese in Lake Louise haar eerste toptienklassering in een wereldbekerwedstrijd. Op de wereldkampioenschappen alpineskiën 2019 in Åre eindigde Grenier als negentiende op de Super G. In Cortina d'Ampezzo nam ze deel aan de wereldkampioenschappen alpineskiën 2021. Op dit toernooi wist ze op niet te finishen op de drie onderdelen, alpine combinatie, reuzenslalom en Super G, waarop ze van start ging. Tijdens de Olympische Winterspelen van 2022 in Peking wist ze op haar enige onderdeel, de reuzenslalom, niet te finishen.
Op 7 januari 2023 boekte Grenier in Kranjska Gora haar eerste wereldbekerzege.

## Resultaten

### Olympische Spelen
| Jaar | Plaats      | Resultaten                                                      |
| ---- | ----------- | --------------------------------------------------------------- |
| 2018 | Pyeongchang | 6e Alpine combinatie 21e Afdaling DNF1 Reuzenslalom 23e Super G |
| 2022 | Peking      | DNF1 Reuzenslalom                                               |

### Wereldkampioenschappen
| Jaar | Plaats             | Resultaten                                                             |
| ---- | ------------------ | ---------------------------------------------------------------------- |
| 2015 | Beaver Creek       | DNF1 Alpine combinatie DNF Afdaling 19e Super G                        |
| 2017 | Sankt Moritz       | 11e Alpine combinatie 32e Afdaling 33e Super G                         |
| 2019 | Åre                | 19e Super G                                                            |
| 2021 | Cortina d'Ampezzo  | DNF2 Alpine combinatie DNF1 Reuzenslalom DNF Super G                   |
| 2023 | Courchevel-Méribel | Team parallel · 14e Alpine combinatie · 20e Reuzenslalom · DNF Super G |
| 2025 | Saalbach           | 14e Reuzenslalom DNF Super G                                           |

### Wereldbeker
Eindklasseringen
| Seizoen   | Algm | AD  | SL  | RS  | SG  | AC  |
| --------- | ---- | --- | --- | --- | --- | --- |
| 2014/2015 | 91e  | –   | –   | –   | 35e | –   |
| 2015/2016 | 98e  | –   | –   | –   | 40e | –   |
| 2016/2017 | 76e  | 41e | 60e | 40e | 34e | –   |
| 2017/2018 | 100e | –   | –   | 56e | 51e | 28e |
| 2018/2019 | 51e  | –   | –   | 28e | 18e | –   |
|           |      |     |     |     |     |     |
| 2020/2021 | 66e  | –   | –   | 24e | –   |     |
| 2021/2022 | 49e  | –   | –   | 12e | –   |     |
| 2022/2023 | 25e  | –   | –   | 7e  | 36e |     |
| 2023/2024 | 19e  | 25e | –   | 6e  | 31e |     |
| 2024/2025 | 34e  | 38e | –   | 12e | 30e |     |

Wereldbekerzeges
| Datum          | Plaats        | Onderdeel    |
| -------------- | ------------- | ------------ |
| 7 januari 2023 | Kranjska Gora | Reuzenslalom |
| 6 januari 2024 | Kranjska Gora | Reuzenslalom |